# Altlander Saure Zwetsche
Altlander Saure Zwetsche es una variedad cultivar de ciruelo (Prunus domestica subsp. insititia), de las denominadas ciruelas europeas.
Una variedad de ciruela resultado de mejoras efectuadas en antigua variedad de ciruelas damascenas en el programa de mejoras del "Obstbauversuchsanstalt Jork", Hamburgo (Alemania).
Las frutas tienen un tamaño pequeño a medio, color de piel rojo púrpura, punteado abundante, muy menudo, sin aureola, y pulpa de color  verde a dorado, con textura firme, no muy jugosa, y sabor ácido intenso, un poco dulce.

## Sinonimia
- "Prunus domestica subsp. insititia 'Altlander Saure Zwetsche'".[2]

## Historia
'Altlander Saure Zwetsche' es una variedad de ciruela resultado de mejoras efectuadas en antigua variedad de ciruelas damascenas en el programa de mejoras del "Obstbauversuchsanstalt Jork", Hamburgo (Alemania).
'Altlander Saure Zwetsche' está cultivada en la National Fruit Collection (Colección Nacional de Fruta) de Reino Unido, con el número de accesión: 1951 - 159 y nombre de accesión : Altlander Saure Zwetsche. Recibido por "The National Fruit Trials" (Probatorio Nacional de Frutas) en 1951, procedente del "Obstbauversuchsanstalt Jork", Hamburgo.

## Características
'Altlander Saure Zwetsche' se trata de árbol de porte extenso, moderadamente vigoroso, erguido, autofértil. Las flores deben aclararse mucho para que los frutos alcancen un calibre más grueso. Tiene un tiempo de floración que comienza a partir del 14 de abril con el 10% de floración, para el 18 de abril tiene una floración completa (80%), y para el 26 de abril tiene un 90% de caída de pétalos.
'Altlander Saure Zwetsche' tiene una talla de tamaño pequeño a medio (peso promedio 20.20 gr), de forma ovoide alargado, anchura máxima por debajo de la línea media, depresión suave en la zona ventral, presenta sutura bien visible, línea transparente de color indefinido, situada en una depresión muy suave en toda su extensión, excepto en el polo pistilar en que la depresión es muy marcada. Tiene una piel con pruina muy fina, blanco grisáceo, no se aprecia pubescencia, siendo el color de la piel rojo púrpura, punteado abundante, muy menudo, sin aureola; pedúnculo medio o largo (longitud promedio 18.56mm), fino, leñoso, siendo su cavidad peduncular estrechísima, casi superficial, apenas rebajada en la sutura y sin rebajar en el lado opuesto. Su pulpa es de color verde a dorado, con textura firme, no muy jugosa, y sabor ácido intenso, un poco dulce.
Hueso adherente en las caras laterales, grande, elíptico, surco dorsal bien marcado con bordes lisos dentados o con orificios, surcos laterales variables, superficie arenosa.
Su tiempo de recogida de cosecha se inicia en su maduración de primeros a mediados de agosto.

## Cultivo
La ciruela 'Altlander Saure Zwetsche' es un tipo de ciruela damascena pero carece del sabor completo de ciruela damascena. Está considerada como no buena para uso como fruta de postre fresca en mesa, pero si se usa como ciruela de cocina siendo una variedad buena para procesar en mermeladas, pasteles, frutas confitadas.